# 中国驻斯洛文尼亚大使列表
本列表为中華人民共和國驻斯洛文尼亚历任大使名录。

## 历任中国驻斯洛文尼亚大使

### 中华人民共和国驻斯洛文尼亚大使（1992年至今）
1991年斯洛文尼亚独立后，于1992年5月12日与中华人民共和国建立正式外交关系。
| 姓名   | 任命           | 任命          | 到任           | 递交国书      | 免职           | 免职          | 离任       | 外交衔级 | 外交职务     | 备注     |
| 姓名   | 全国人大常委会 | 主席          | 到任           | 递交国书      | 全国人大常委会 | 主席          | 离任       | 外交衔级 | 外交职务     | 备注     |
| ------ | -------------- | ------------- | -------------- | ------------- | -------------- | ------------- | ---------- | -------- | ------------ | -------- |
| 龚猎夫 | 不適用         | 不適用        | 1992年8月      | 1992年8月11日 | 不適用         | 不適用        | 1993年3月  |          | 临时代办     | 筹备开馆 |
| 鲁培新 | 1992年12月28日 | 1993年3月2日  | 1993年3月      | 1993年4月28日 | 1997年5月9日   | 1997年8月4日  | 1997年7月  | 大使     | 特命全权大使 |          |
| 吴俊峰 | 1997年5月9日   | 1997年8月4日  | 1997年8月      | 1997年9月10日 | 2000年4月29日  | 2000年8月25日 | 2000年7月  | 大使     | 特命全权大使 |          |
| 杨鹤熊 | 2000年4月29日  | 2000年8月25日 | 2000年8月      | 2000年8月16日 | 2001年12月29日 | 2002年6月18日 | 2002年4月  | 大使     | 特命全权大使 |          |
| 徐坚   | 2001年12月29日 | 2002年6月18日 | 2002年5月      | 2002年5月14日 | 2003年6月28日  | 2004年1月29日 | 2003年8月  | 大使     | 特命全权大使 |          |
| 王富元 | 2003年8月27日  | 2004年1月29日 | 2004年2月8日   | 2004年2月17日 | 2006年12月29日 | 2007年4月20日 | 2007年3月  | 大使     | 特命全权大使 |          |
| 智昭林 | 2006年12月29日 | 2007年4月20日 | 2007年4月2日   | 2007年4月19日 | 2010年2月26日  | 2010年6月10日 | 2010年5月  | 大使     | 特命全权大使 |          |
| 孙荣民 | 2010年2月26日  | 2010年6月10日 | 2010年5月23日  | 2010年6月10日 | 2011年10月29日 | 2012年4月6日  | 2012年2月  | 大使     | 特命全权大使 |          |
| 张宪一 | 2011年10月29日 | 2012年4月6日  | 2012年3月16日  | 2012年4月26日 | 2014年11月1日  | 2015年3月19日 | 2015年3月  | 大使     | 特命全权大使 |          |
| 叶皓   | 2014年11月1日  | 2015年3月19日 | 2015年3月19日  | 2015年4月16日 | 2018年8月31日  | 2019年1月4日  | 2018年11月 | 大使     | 特命全权大使 |          |
| 王顺卿 | 2018年8月31日  | 2019年1月4日  | 2018年12月18日 | 2019年1月25日 |                |               | 2024年12月 | 大使     | 特命全权大使 |          |